# Ślub z owocem belu

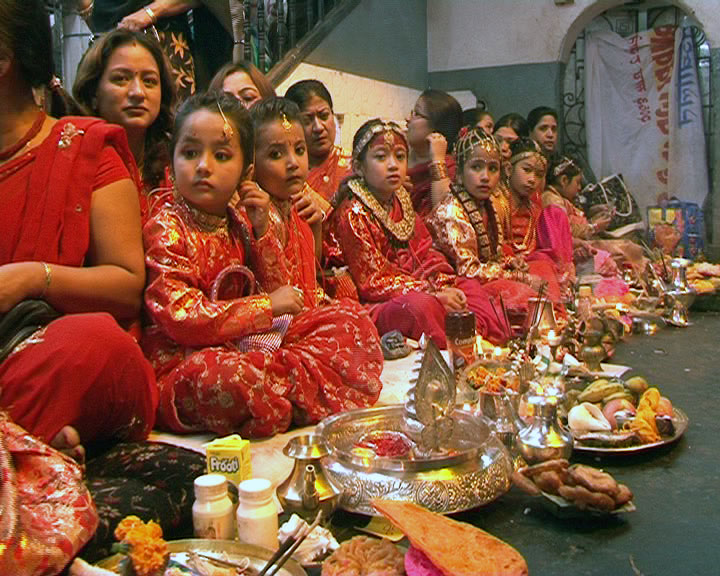
Ceremonia ihi – ślub newarskich dziewczynek z owocem bil reprezentującym boga Wisznu

Ślub z owocem belu (nep. ईही, trl. īhī, trb. ihi) – tradycyjna ceremonia ślubna, jaka ma miejsce w społeczności Newarów.
Dziewczynki, ubrane w czerwone ślubne stroje, poślubiają boga Wisznu, reprezentowanego przez posąg boga i owoc kleiszcza smakowitego nazywanego lokalnie bel – stąd potoczna nazwa cermonii bel wiwaha (wiwaha to ślub). Ceremonia odbywa się najczęściej dla grupy newarskich dziewczynek (również wieloosobowej) i wzorowana jest na przebiegu zawierania małżeństwa hinduistycznego między dorosłymi osobami.
Przed faktycznym zamążpójściem ma miejsce jeszcze jeden podobny obrzęd. Ostatecznie zawsze newarska kobieta po wyjściu za mąż ma za sobą trzy śluby małżeńskie. Mają one praktyczne przełożenie na sytuacje i stan kobiety w świetle norm hinduizmu. Gdyby mąż ludzki zmarł przed żoną, ona nie staje się wdową w takim znaczeniu, jak to ma miejsce wśród hinduistycznych Indusów. Będąc żoną Wisznu, kobieta ma pewność, że pierwszy mąż posiadający boską naturę nigdy nie umrze. Zabezpiecza to ją przed negatywnymi skutkami społecznymi jakie towarzyszą tradycyjnie, między innymi według norm dzieła Manusmryti, wdowom.